# Тук започва всичко
Тук започва всичко (на френски: Ici tout commence) е френска телевизионна сапунена опера, продуцирана от Телефранс и Ми2 и създадена от Колин Асу, Ерик Фюрер и Осман Махфуд. Излъчва се всеки ден от понеделник до петък от 2 ноември 2020 г.  във Франция по TF1 в 18:35 ч., след което се повтаря сутрин в 9:55 ч. и през нощта.
В Белгия се излъчва от 1 ноември 2020 г. по Ла Ун в 17:45 ч. В Реюнион сериалът се излъчва от 25 януари 2021 г. по Антена Реюнион, с по два епизода на ден от понеделник до петък.

## Сюжет
Историята се развива в престижния институт по гастрономия „Огюст Арман“ в Камарг. Сюжетът се върти около учениците от института, както и около учителите и персонала, и се занимава с тежката конкуренция, проблемите, живота и взаимоотношенията в училището.

## Сезони
| Сезон | Епизоди | Сезонна премиера  | Финал на сезона   |
| ----- | ------- | ----------------- | ----------------- |
| 1     | 215     | 2 ноември 2020 г. | 27 август 2021 г. |
| 2     |         | 30 август 2021 г. |                   |